# Microperiscelis
Microperiscelis är ett släkte av tvåvingar. Microperiscelis ingår i familjen savflugor.
Släktet innehåller bara arten Periscelis annulata.